# The Lighthouse (opéra)

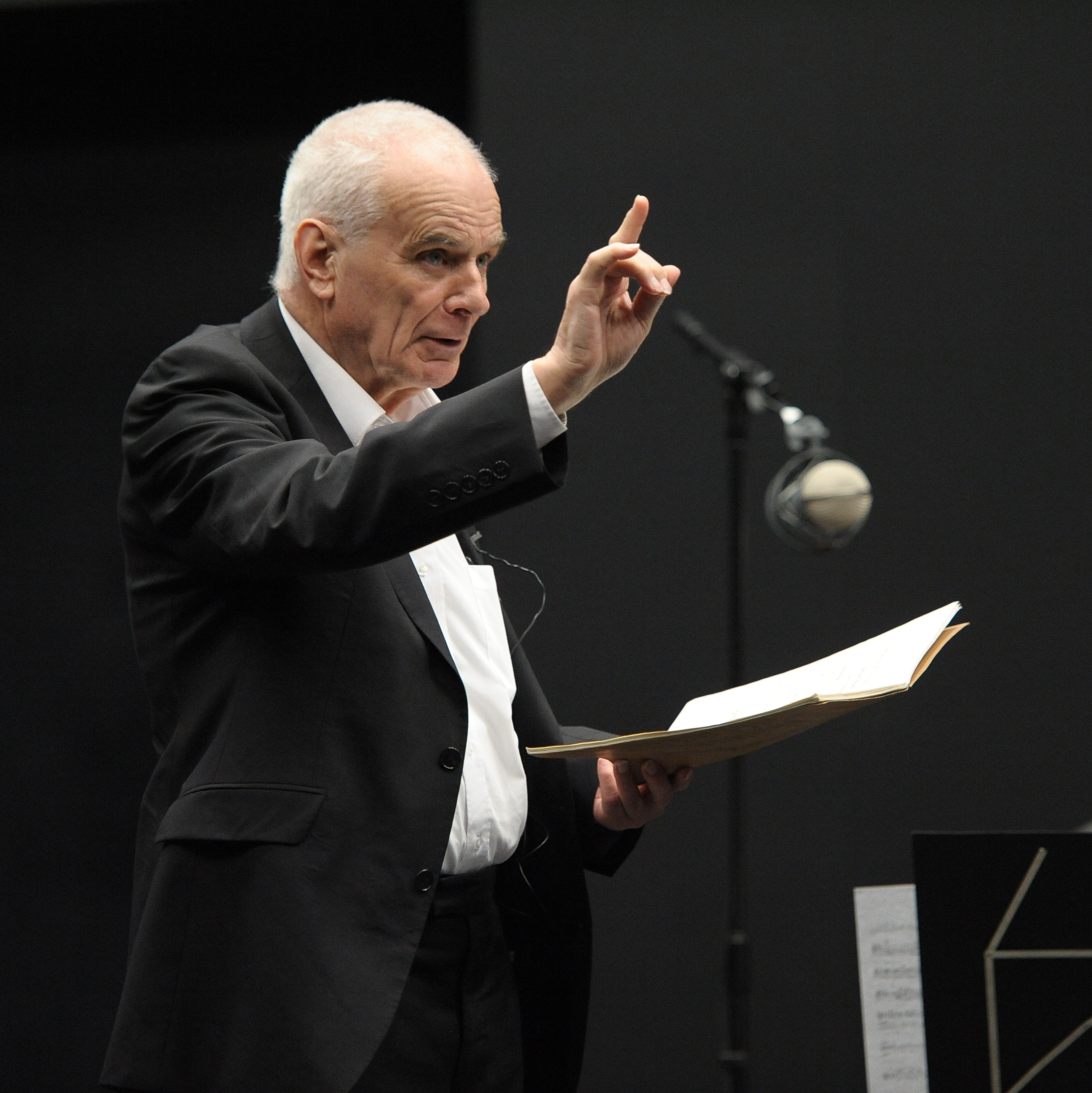
Peter Maxwell Davies.

Pour les articles homonymes, voir The Lighthouse.

The Lighthouse (français : Le Phare) est un opéra de chambre de Peter Maxwell Davies sur un livret du compositeur librement inspiré d'un fait divers réel survenu en décembre 1900 en Écosse. Il est créé le 2 septembre 1980 par The Fires of London sous la direction de Richard Buffalo.

## Distribution
| Rôle                        | Voix    | Première, 2 septembre 1980 (Chef d'orchestre: Richard Dufallo) |
| --------------------------- | ------- | -------------------------------------------------------------- |
| Sandy (premier officier)    | ténor   | Niel Mackie                                                    |
| Blazes (deuxième officier)  | baryton | Michael Rippon                                                 |
| Arthur (troisième officier) | basse   | David Wilson Johnson                                           |

## Résumé
L'ouvrage s'inspire d'un fait divers du début du XXe siècle où un phare en Écosse a été déserté par son personnel.

## Instrumentation
- un piccolo, une flûte, une clarinette, une clarinette basse ;
- cor, une trompette, un trombone ;
- piano, célesta, guitare, banjo ;
- cordes.